# Фьеррос, Дионисио
Дионисио Фьеррос Альварес (исп. Dionisio Fierros Álvarez, 5 мая 1827[…], Баллота, Астурия — 24 июня 1894, Мадрид) — испанский художник романтического стиля, специализирующийся на исторических и костюмерных сценах. В течение многих лет он был членом Королевской академии изящных искусств Сан-Фернандо.

## Биография
Родился в Баллоте, в возрасте четырнадцати лет уехал в Мадрид, где устроился подмастерьем к портному. Позже, как полагают, он стал слугой маркиза де Сан-Адриан, у которого была обширная коллекция произведений искусства. Когда маркиз обнаружил, что он копирует некоторые картины, он был впечатлён и представил Фьерроса Хосе де Мадрасо. Это может быть недостоверным, но он учился у Мадрасо и делал копии в Музее Прадо. Возможно, он также учился в Париже и Италии.
Дебютировал на выставке в 1858 году с пятью портретами и тремя разными сценами, показанными в Сантьяго-де-Компостела, где он жил в то время. На Национальной выставке изящных искусств в 1860 году он получил приз за картину паломничества в Сантьяго, а в 1862 году занял второе место за изображение людей, покидающих местную мессу. В течение следующих нескольких лет он участвовал в нескольких международных выставках; получил медаль первой степени на Всемирной выставке в Филадельфии.
За это время он также создал фреску «Экстаз святой Терезы» для монастыря Эскориал. В 1886 году его картина, изображающая сцену из жизни короля Энрике III, была куплена Министерством общественных работ. С 1885 по 1889 год он жил в Галисии, рисуя портреты, пейзажи и жанровые сцены от имени «Real Sociedad Económica de Amigos de País de Santiago de Compostela».
Через пять лет после возвращения в Мадрид он внезапно скончался, направляясь на корриду. В 1966 году большая ретроспектива была проведена в Ateneo de Madrid, а в 2000 году ещё одна крупная выставка была представлена в Виго.

## Избранные произведения

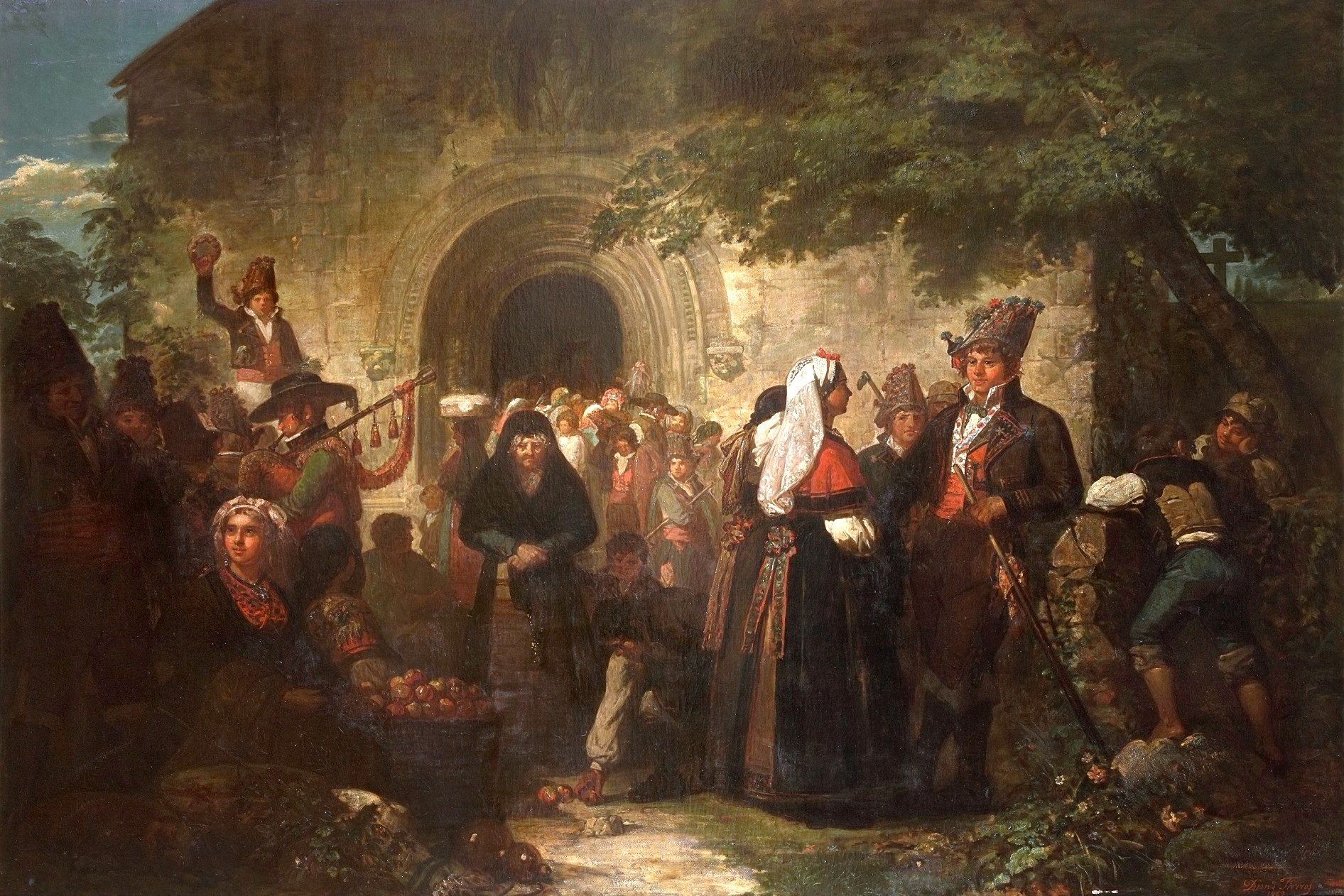
Люди выходят после мессы в деревне недалеко от Сантьяго.
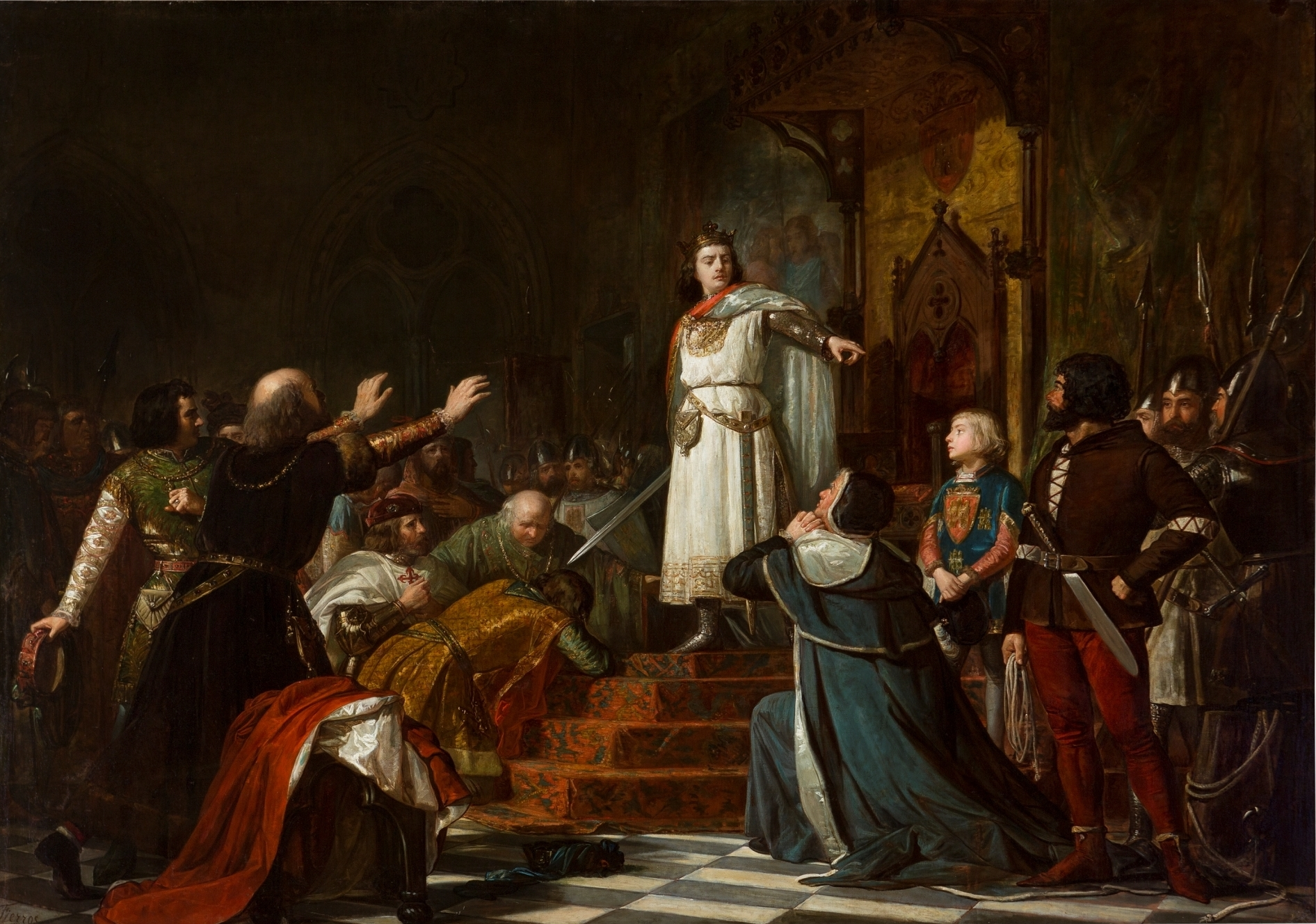
Энрике III наказывает своих дворян
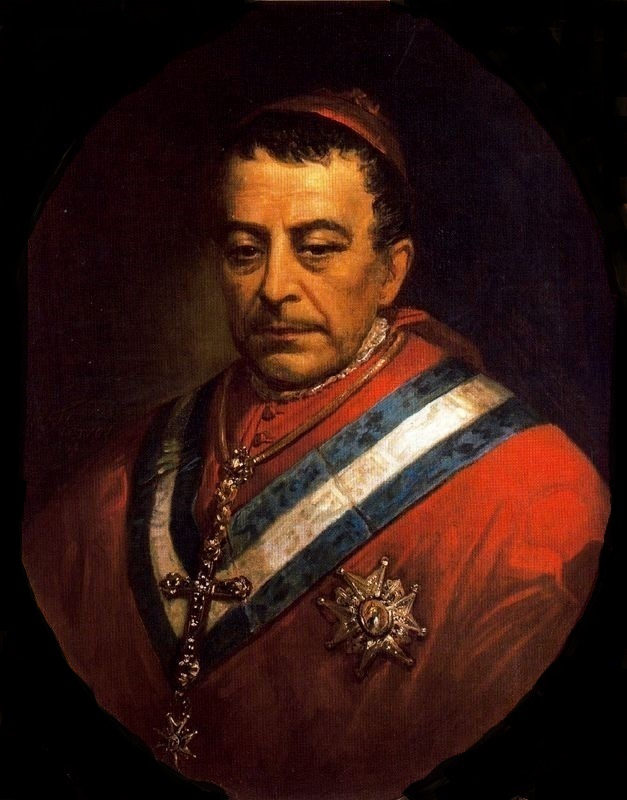
Кардинал Мигель Гарсия Куэста
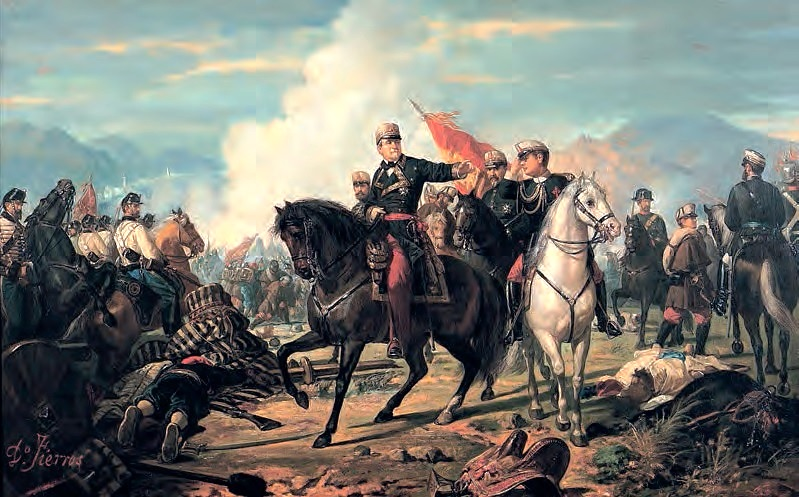
Битва за Тетуан